# 朗斯洛·德·圣-马亚尔
朗斯洛·德·圣-马亚尔(Lancelot de Saint-Maard)（d.1278年）1270年第八次十字军东征中的第十四位法国元帅。 
朗斯洛和其他5个骑士在这一年跟随路易九世去非洲。在进攻迦太基时作战勇敢。他进行了围攻，并导致改变。在一次混战（mêlée）中，他救他的同胞法国骑士统帅（Constable of France）安贝尔·德·博热（Imbert de Beaujeu）时头盔被打破。